# Bernardo Arancibia Flores
Bernardo Arancibia Flores(La Paz, 4 de octubre de 1977-) es un actor de teatro y cine boliviano, fundador del colectivo teatral Casa Grito y elegido director del Festival Internacional de Teatro de La Paz, en 2021 por la creadora del festival Maritze Wilde.

## Biografía
Arancibia es hijo de padres nacidos en Chuquisaca. Vivió hasta sus cuatro años en la ciudad de La Paz y luego se mudó a la ciudad de Sucre, donde vivió hasta sus 10 años para volver a su ciudad natal y continuar sus estudios en el colegio San Calixto, donde tuvo su primer acercamiento a la actuación en el año 1992 en un encuentro intercolegial entre escuelas jesuitas.
Terminó sus estudios colegiales en el año 1995 y realizó un año de voluntariado jesuita en el año 1996 en la comunidad de San Javier de Chiquitos. Al terminar su voluntariado en 1997 se inscribió a la carrera de psicología en la Universidad Católica Boliviana lo que le permitió participar en el taller de teatro de la universidad dictada por el actor Jorge Ortiz, paralelamente estudió en el taller de teatro de la facultad de arquitectura de la Universidad Mayor de San Andrés, taller que estaba a cargo del Pequeño Teatro y Sergio Caballero. Siendo Jorge Ortiz y Sergio Caballero sus mayores influencias en su carrera actoral.

## Carrera artística

### Carrera teatral
Tras concluir sus estudios  en 1998, fundó el grupo de teatro Casa Grito como un grupo de teatro independiente junto a sus compañeros del taller de teatro de Jorge Ortiz en la Universidad Católica Boliviana. En el año 2000 se realiza el primer evento a nivel nacional en el proyecto llamado Caravana Pintado Bolivia, donde se buscó usar como un elemento de transmisión de valores y democratización de culturas, marcando una tendencia hacia realizar teatros con comunidades rurales. Tras este evento, comenzó a explorar diferentes corrientes teatrales, entre las que se destaca el teatro para niños y la comedia. En el año 2016 creó el espacio cultural y teatral llamado Casa Grito, donde se apoyó al teatro emergente boliviano y a grupos teatrales como La Perra de la Cloaca, Khimaira Teatro y Graciela Tamayo.

### Carrera cinematográfica
Su primer acercamiento al área de la actuación cinematográfica proviene de la serie televisiva Tres de Nosotras trasmitida por el canal  ATB y Cadena A.Tras esta experiencia comenzó a realizar papeles pequeños en películas de directores como Paolo Agazzi e Icíar Bollaín. En el año 2009 realizó su primer papel protagónico en la película Tercer Mundo del director chileno Cesar Caro Cruz. En el año 2010 tuvo otro papel protagónico en la película Casting dirigida por su hermana Denisse Arancibia. Pero su papel más importante y con el cual ganó mayor reconocimiento en el ámbito cinematográfico fue la película Las Malcogidas, dirigida y escrita por su hermana y estrenada en 2017.

## Premios y reconocimientos
A lo largo de su carrera actoral, recibió los siguientes reconocimientos:
| Año  | Nominación                                             | Premio      |
| ---- | ------------------------------------------------------ | ----------- |
| 2016 | Festival internacional de cine "Diablo de Oro"         | Mejor Actor |
| 2016 | Premio Plurinacional "Eduardo Abaroa"                  | Mejor Actor |
| 2010 | Concurso Municipal de Teatro "Raúl Salmón de la Barra" | Mejor Actor |

## Obras teatrales
Arancibia participó en diferentes obras teatrales, entre las que se destacan:
| Año  | Obra                                                     | Función desempeñada |
| ---- | -------------------------------------------------------- | ------------------- |
| 1997 | Falsificaciones                                          | Actor               |
| 1998 | Leyenda para unos ojos                                   | Actor               |
| 1999 | La hora en la que no sabíamos nada los unos de los otros | Actor               |
| 2001 | Espejo                                                   | Actor               |
| 2001 | La Vida                                                  | Actor               |
| 2001 | A La Luz de tu silueta                                   | Actor               |
| 2003 | Morir, antes...                                          | Dirección           |
| 2004 | Trivial                                                  | Actor               |
| 2004 | La vida es buena                                         | Actor               |
| 2005 | En el cercano confín                                     | Actor               |
| 2006 | Light                                                    | Director y actor    |
| 2007 | Usted me obligó a hacerlo                                | Actor               |
| 2008 | Smell! Yo no soy ese tipo de gente                       | Actor               |
| 2009 | La abuela grillo                                         | Actor               |
| 2010 | Fuera de sí                                              | Actor               |
| 2010 | Eclipse                                                  | Actor               |
| 2011 | Destino laberinto                                        | Actor               |
| 2012 | Pis                                                      | Actor               |
| 2012 | La hermandad                                             | Actor               |
| 2012 | Ansia                                                    | Actor               |
| 2013 | Mátame por favor                                         | Actor               |
| 2014 | Negro                                                    | Escritor y director |
| 2015 | Dime que me amas                                         | Actor               |
| 2015 | Ch´ama K´amasa                                           | Actor               |
| 2016 | En busca del guardián de las begonias                    | Actor               |
| 2018 | Mi hijo solo camina un poco más lento                    | Actor               |
| 2018 | Secuestro en tres sets                                   | Actor               |
| 2019 | Amor                                                     | Actor               |
| 2020 | Caricha                                                  | Actor               |
| 2021 | De brujos y artilugios                                   | Actor               |
| 2022 | Viaje al corazón de la madre tierra                      | Actor               |

## Obras cinematográficas
Arancibia participó en diferentes obras cinematográficas, entre ellas:
| Año  | Película          | Director          |
| ---- | ----------------- | ----------------- |
| 2009 | Tercer mundo      | Cesar Caro Cruz   |
| 2010 | También la lluvia | Icíar Bollaín     |
| 2010 | Casting           | Denisse Arancibia |
| 2014 | Olvidados         | Carlos Bolado     |
| 2017 | Las malcogidas    | Denisse Arancibia |
| 2018 | Polvo             | Emiliano Longo    |